# Fritz Schaudinn
Fritz Richard Schaudinn (ur. 19 września 1871 w Röseningken, zm. 22 czerwca 1906 w Hamburgu) – niemiecki mikrobiolog i protozoolog. Jest twórcą kierunku protozoologii w Instytucie Chorób Zakaźnych w Hamburgu. W 1905 dokonał wspólnie z Erichem Hoffmannem odkrycia krętków bladych, będących czynnikiem etiologicznym kiły. Odkrył cykle rozwojowe pierwotniaków zarodźca zimnicy oraz czerwonki bakteryjnej.
Doktorat z zoologii uzyskał na Uniwersytecie Berlińskim (1894), w 1898 uzyskał tytuł profesora zoologii, a w 1904 roku kierował laboratorium protozoologicznym w Cesarskim Urzędzie Zdrowia w Berlinie. W 1905 otrzymał Krzyż Oficerski Orderu Franciszka Józefa.